# Белизма
Белизмата (Bothriochloa ischaemum) е многогодишно тревисто растение от семейство Житни.

## Описание
Коренището му е късо и пълзящо. Стъблото достига височина до 30 – 80 cm. Листата са линейни, с ширина 2 – 3 mm. Отгоре и отдолу те са голи, като по края са ресничести. Езичето на листата също е ресничесто. Съцветието се състои от 2 – 10 класовидни клонки разположени дланевидно на върха на стъблото. Дръжките на класчетата са покрити с власинки. Класчетата са дребни и продълговати, зеленикави или виолетови на цвят, групирани по двойки, в които едното класче е приседнал и с двуполов цвят, а другото с дръжка и само с тичинков цвят. Цъфти през юли-октомври.

## Разпространение
Обитава сухи места. В България се среща из цялата страна на височина от 0 до 1000 m.